# Lubieniów
Lubieniów est une localité polonaise de la gmina mixte de Recz, située dans le powiat de Choszczno en voïvodie de Poméranie-Occidentale. Elle se trouve à environ 15 km au nord-est de la ville de Choszczno et 67 km à l'est de Szczecin, la capitale régionale. 

## Géographie

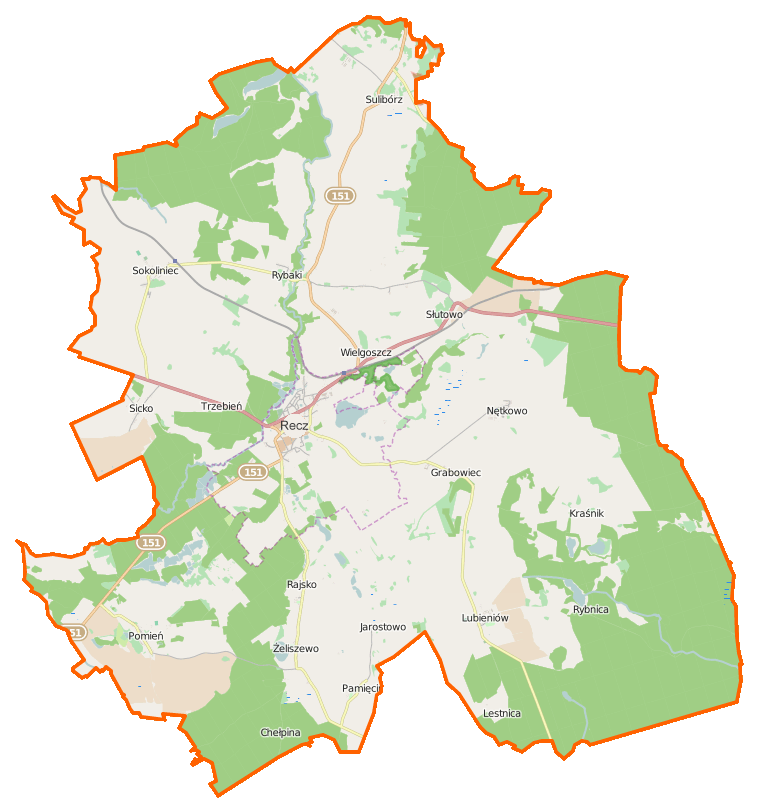
Carte de la gmina de Recz.

## Histoire
De 1815 à 1945, Liebenow fait partie de l'arrondissement d'Arnswalde dans le district de Francfort au sein de la province de Brandebourg.